# Art Polaroid

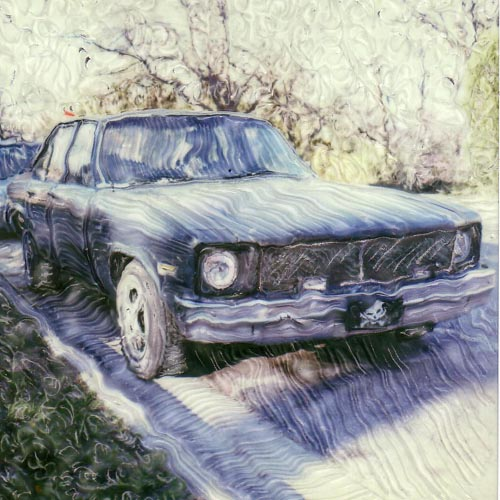
Exemple de manipulation d'émulsion sur film Polaroid SX-70.

L'expression « art Polaroid » désigne un ensemble de pratiques artistiques ayant pour base l'utilisation de clichés argentiques instantanés, le plus souvent de la marque Polaroid. 
Ces pratiques regroupent des travaux à partir d'images uniques, de compositions construites avec des clichés multiples, un travail de graphisme allant jusqu'à l'altération du processus de développement à l'aide d'outils dans le cas du film de type SX-70, et d'autres.

## Origines
Dès les années 1970, plusieurs photographes et plasticiens explorent les possibilités techniques permises par cette technologie. L'américain Lucas Samaras initie entre 1969 et 1971 une première série d'auto-polaroids, puis, découvrant en 1973 les propriétés malléables du film SX-70 avant séchage, il produit des autoportraits dont il retravaille l'émulsion à l'aide d'outils et qu'il qualifie de « photo-transformations ».
L'artiste américain Andy Warhol s'est servi du Polaroid pour préparer ses portraits sérigraphiés.

## Tirages grand format et compositions
L'artiste américain David Hockney se sert des clichés instantanés comme outils graphiques à partir des années 1980 (Polaroid SX-70). Il réalise des photomontages de grandes dimensions qu'il appelle « joiners » constitués de multiples images.
Lucien Clergue de son côté recourt à la technique Polaroid à partir de 1981 et expose des collages noir et blanc et couleur en 1984, avant d'utiliser de très grands formats (50 x 60) l'année suivante. Le photographe André Kertész a réalisé à la fin de sa carrière une série de polaroids remarquée,,.

## «Photographisme» et photographie plasticienne

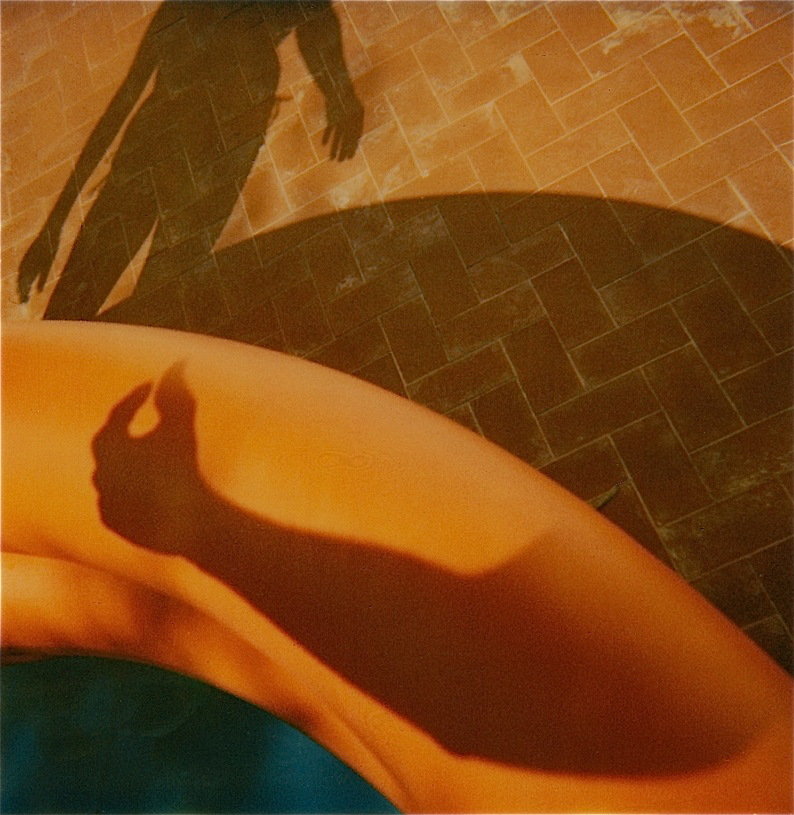
Polaroid SX-70 d'Augusto De Luca (collection internationale Polaroid).

La découverte par certains professionnels et des plasticiens de la technique du Polaroid a assuré, à la suite du mec'art et dans les lignes générales de son esprit, la relance d'une photographie plasticienne qualifiée de « photographisme Polaroid » par ses auteurs. Des plasticiens tels que Stefan de Jaeger, Alain Fleig ou David Hockney en ont expérimenté les possibilités.
En 1981, le critique d'art français Pierre Restany, sur le catalogue de l'exposition Ars +Machina I de la Maison de la Culture de Rennes, déclare : « L'art Polaroid dont Andreas Mahl, Ange Magnelli, Odile Moulinas et Pedro Uhart se sont révélés être, au cours de ces dernières années, les protagonistes militants, demeure l'une des options les plus ouvertes du photographisme contemporain. »
Paolo Gioli, qui explore à la fois les compositions graphiques, et le travail sur le processus de développement, est plus volontiers qualifié de « néo-pictorialiste ».

## Réception par les critiques
L'exposition Photographismes au Centre Polaroid inspire au journaliste critique d'art Christian Caujolle une violente diatribe en 1980 : « Faut dire qu'ils n'y vont pas avec le dos de la cuiller. Copy-art, interventions textuelles, surimpressions sémiotiques et miroirs à la Lacan. Ils ne respectent même plus le polaroid des familles. », Vingt ans plus tard, Brian Neville et Johanne Villeneuve considèrent à propos du photographisme que « l'effet conceptuel et sensuel de ce graphisme est indissociable des spécificités des matériels photographiques utilisés : les films Polaroid « négatif/positif » apportent cette dualité. ».
Ces échanges de points de vue sont représentatifs d'une opposition entre tenants d'une photographie « classique » ou « pure », et représentants de l'art contemporain qui n'acceptent l'entrée de la photographie dans le domaine des arts que sous réserves. Cette analyse est développée dans une critique rétrospective faite par un journaliste de Artpress sur le traitement de la photographie par le journal auquel il participe. L'art Polaroïd a particulièrement été à la charnière des débats puisque, en raison du caractère unique de chaque photo, tirée à un seul exemplaire, il se rapprochait de l'idéal-type de l'œuvre d'art unique, non reproductible.
Plus généralement l'introduction des techniques Polaroïd, quel que soit le nom donné aux courants ayant utilisé ce média, est jugée comme ayant influencé l'art contemporain de façon significative, aussi bien par les critiques académiques que par la presse grand public.

## Développements récents
Des photographes comme Jean-François Bauret, Paolo Roversi, Jean-François Joly, Guido Mocafico, Corinne Mercadier, ou la chanteuse Patti Smith utilisent ou ont utilisé ce média, de même que des plasticiens comme Julian Schnabel. La styliste Vanessa Bruno publie en 2010 Dancing in the Moonlight, un livre dont les cinquante premiers exemplaires sont enrichis d’un Polaroid original signé de l'auteur.
Depuis 2000, les compositions graphiques à base de photographie Polaroid donnent régulièrement lieu à un concours organisé par la librairie-galerie parisienne Artazart et parrainé en 2012 par Patti Smith. En septembre 2012, un festival qui lui est consacré est programmé à Paris, le Pola Festival. Le Polaroid Festival prendra la suite à partir de 2015.
La collection internationale Polaroid couvrant les années 1970 à 1990, qui regroupe des œuvres de 800 artistes et comporte 4 400 photos et montages (dont 1 400 grand-formats 50 × 60 cm), est sauvée de l'oubli et présentée au public au musée Westlich de Vienne, en Autriche.